# John Ericsson Memorial
Das John Ericsson Memorial, an Ohio Drive und Independence Avenue im West Potomac Park von Washington, D.C. gelegen, ist ein Denkmal des Mannes, der durch Verwendung von Propellern die Geschichte der Marine revolutioniert hat. Der schwedische Ingenieur John Ericsson hat außerdem die Monitor entworfen, die die Vormachtstellung der Marine der Union im Sezessionskrieg sicherte.
Das Denkmal wurde vom US-Kongress am 31. August 1916 genehmigt und am 29. Mai 1926 von Präsident Calvin Coolidge, Kronprinz Gustaf Adolf von Schweden und Kronprinzessin Louise von Schweden während ihres Staatsbesuchs eingeweiht. Da jedoch zu diesem Zeitpunkt die Statue aus rosafarbenem Granit noch nicht fertiggestellt war, wurde zunächst ein rosa gestrichenes Gipsmodell gleicher Größe aufgestellt.
Der Kongress stellte 35.000 USD für den Bau des Denkmals bereit und amerikanische Bürger, meist skandinavischer Abstammung, sammelten weitere 25.000 USD. Das Denkmal wurde vom September 1926 bis April 1927 in der Nähe des Lincoln Memorial gebaut und ist 6,10 Meter hoch.
Die Skulptur von James Earle Fraser zeigt einen sitzenden Ericsson (2 Meter hoch) vor einem Yggdrasil und drei stehende Figuren, die für „Abenteuer“, „Arbeit“, und „Vision“ stehen. Das Memorial wird von National Mall and Memorial Parks verwaltet.

## Bilder

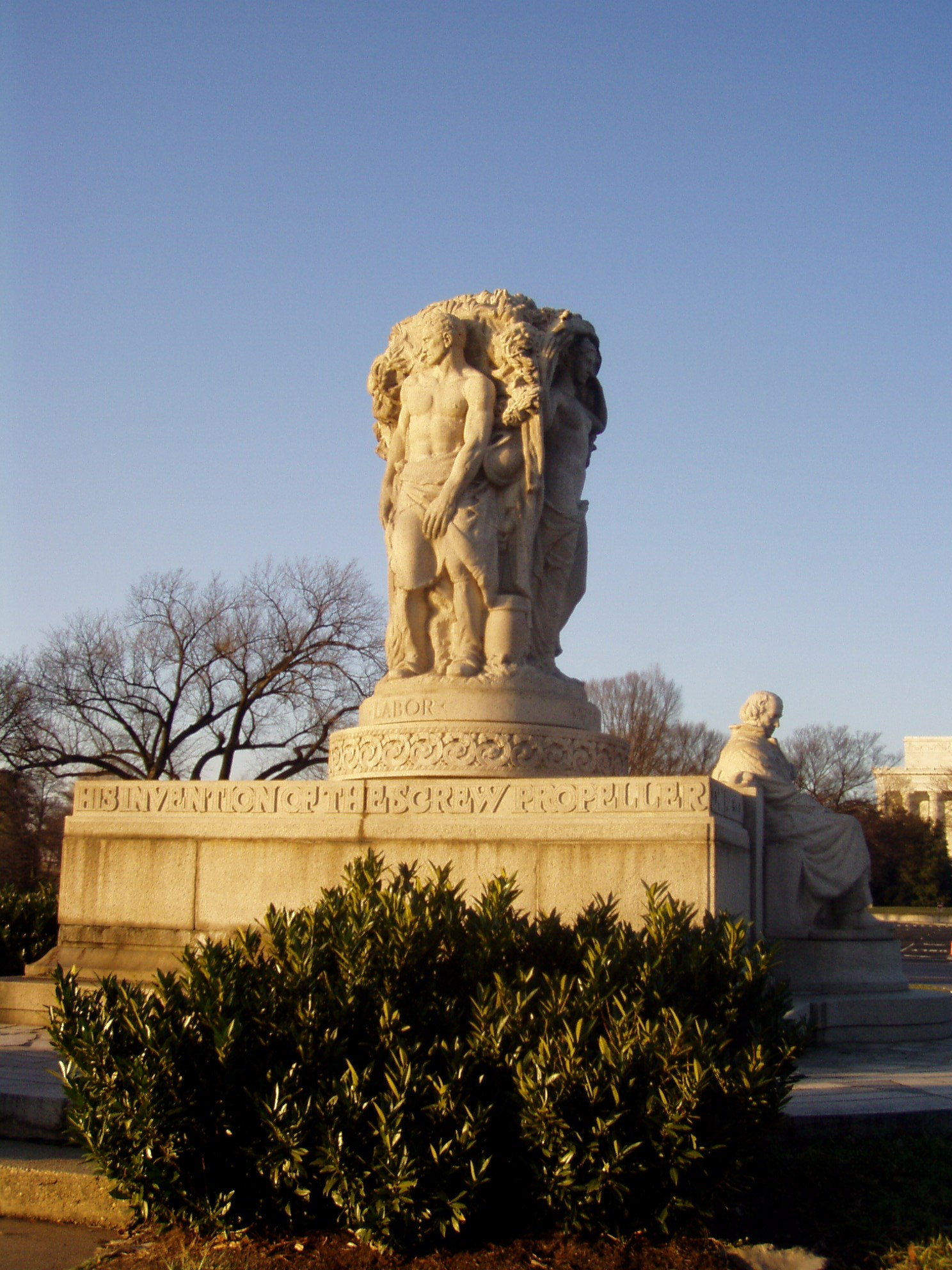
John Ericcson Memorial, Lincoln Memorial im Hintergrund
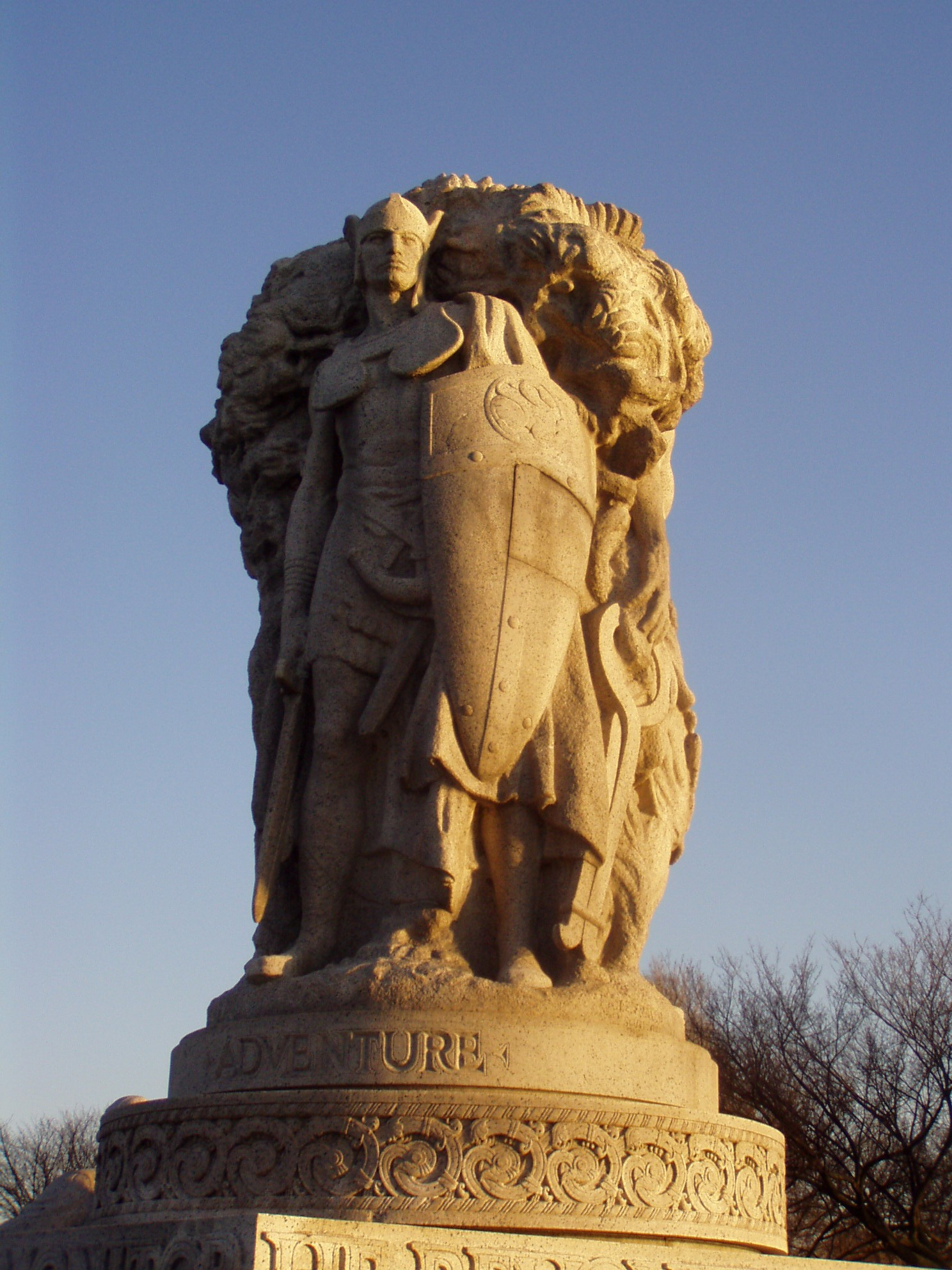
„Abenteuer“
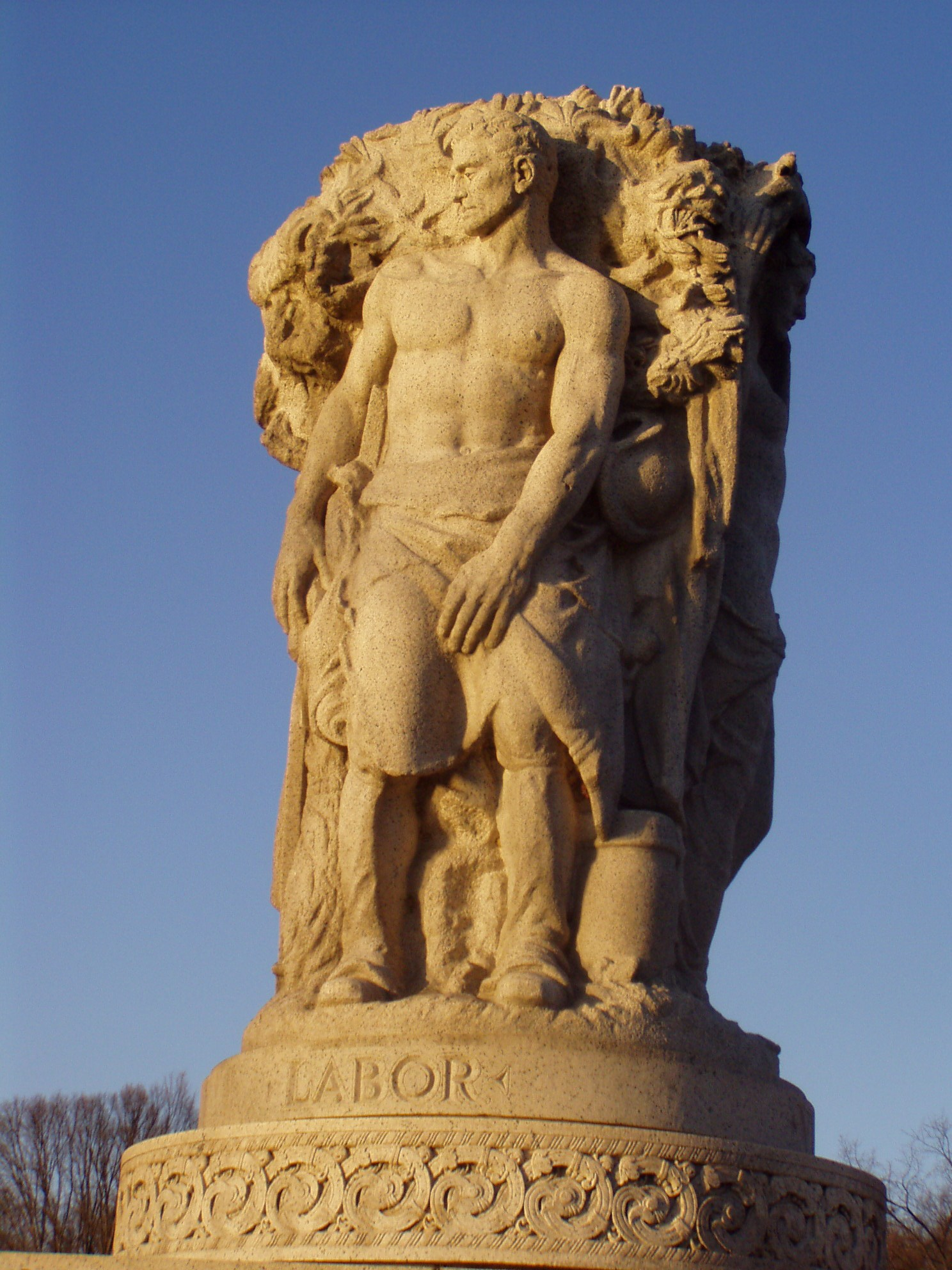
„Arbeit“
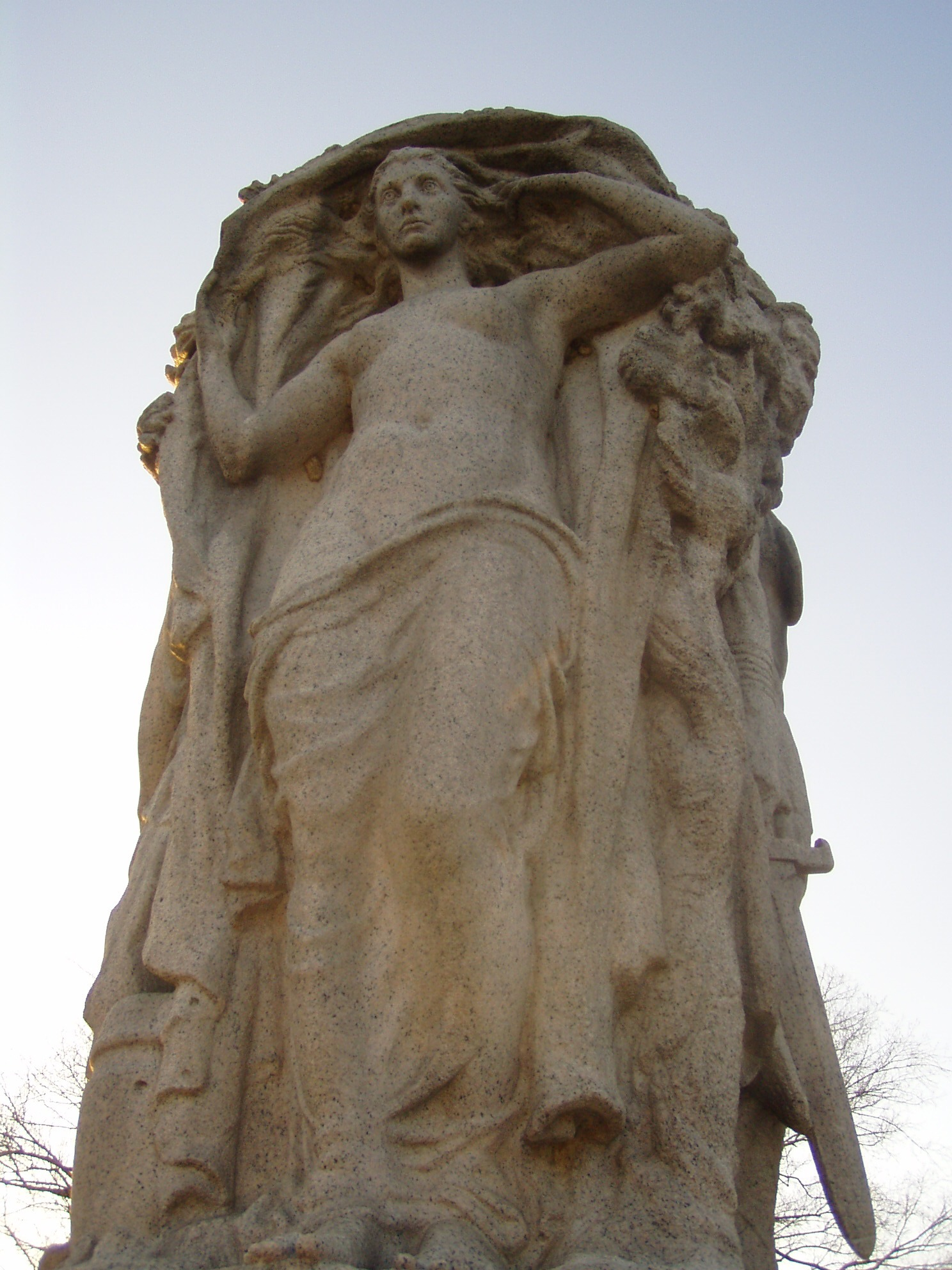
„Vision“